# Schadow-Arkaden

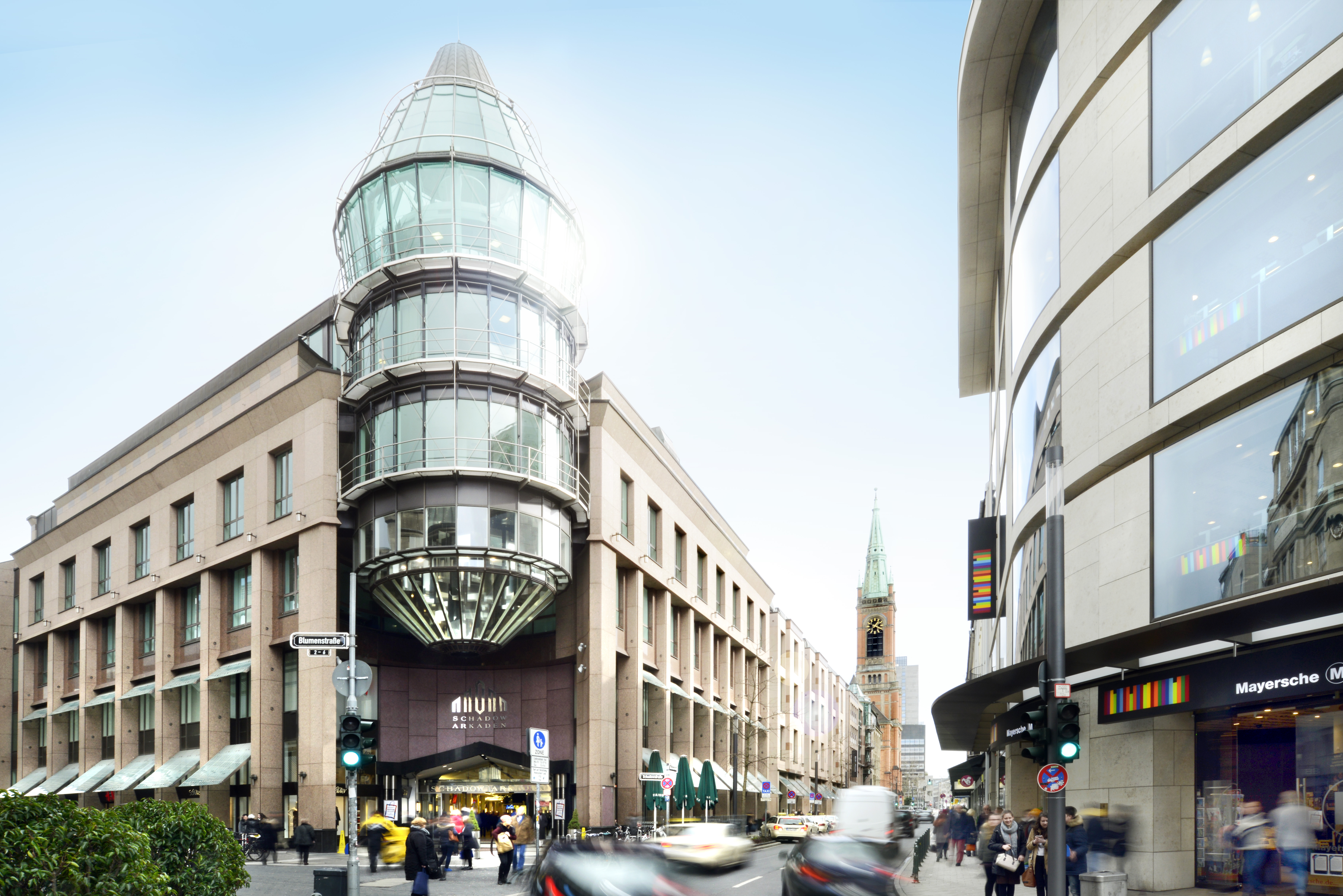
Der Haupteingang der Schadow-Arkaden

Die Schadow-Arkaden sind ein Einkaufszentrum in der Düsseldorfer Innenstadt, benannt nach der an den Arkaden vorbeiführenden Schadowstraße. Die Arkaden wurden vom Architekten Walter Brune zwischen 1990 und 1994 gebaut und 1994 eröffnet.
Das Einkaufszentrum kann von den Haltestellen Schadowstraße U, Steinstraße/Königsallee U sowie Heinrich-Heine-Allee U in wenigen Minuten zu Fuß erreicht werden. Die Arkaden verfügen über 55 Geschäfte auf zwei Ebenen sowie einen gastronomischen Bereich im Untergeschoss der Arkaden.
Das Gebäude hat eine glänzende Granitfassade und einen scheinbar freischwebenden Glaszylinder am Haupteingang.
Unter den Mietern befinden sich u. a. Filialen von Starbucks, Esprit, Anson’s und Sephora.
Die Arkaden haben eine Nettoverkaufsfläche von 18.700 m². Im Inneren ist alles wie bei der Fassade in Granit gehalten. Die Prismenkuppel, die seit 1994 die Arkaden krönt, stammt von Otto Piene.

Innenansicht der Schadow-Arkaden

Der Grundriss des Gebäudes hat die Form eines unregelmäßigen Vierecks. Vier gerade Ladenwege führen auf ein Atrium zu, in dem sich zwei gläserne Aufzüge, ein Restaurant und eine Eisdiele befinden. Die Zugänge zu den Arkaden befinden sich an der Schadowstraße, der Berliner Allee, der Blumenstraße sowie an der Ecke Blumenstraße/Schadowstraße (Haupteingang). Die Arkaden beherbergen außerdem das Theater an der Kö, eine Reihe von Büros und Praxen sowie ein Fitnessstudio. Eine eigene Tiefgarage für Kunden steht ebenfalls zur Verfügung.
Verwaltet werden die Schadow-Arkaden durch die Rheingrund Immobilien Verwaltungs-GmbH, eine Tochter der Rheinische Post Mediengruppe. Das Pressehaus wurde beim Bau der Einkaufsgalerie integriert. Hier sitzen die Lokalredaktion der Rheinischen Post und der Düsseldorfer Anzeiger.
Im Zuge der innerstädtischen Baumaßnahme Kö-Bogen wurde das Parkhaus um 262 Stellplätze erweitert. Hierzu gab es 2013 eine Debatte um Baumfällungen.